# Walter Verlag
Der Walter Verlag war ein ursprünglich katholisch orientierter Schweizer Buch- und Zeitschriftenverlag mit einem Programm, dessen Schwerpunkte auf Belletristik, Religion und später zunehmend auch auf der Psychologie lagen. Der 1916 in Olten gegründete Verlag, der in den 1950er und 1960er Jahren als Literaturverlag bekannt war, wurde 1992 vom deutschen Patmos Verlag übernommen und bis 2010 als Imprint fortgeführt.

## Anfänge

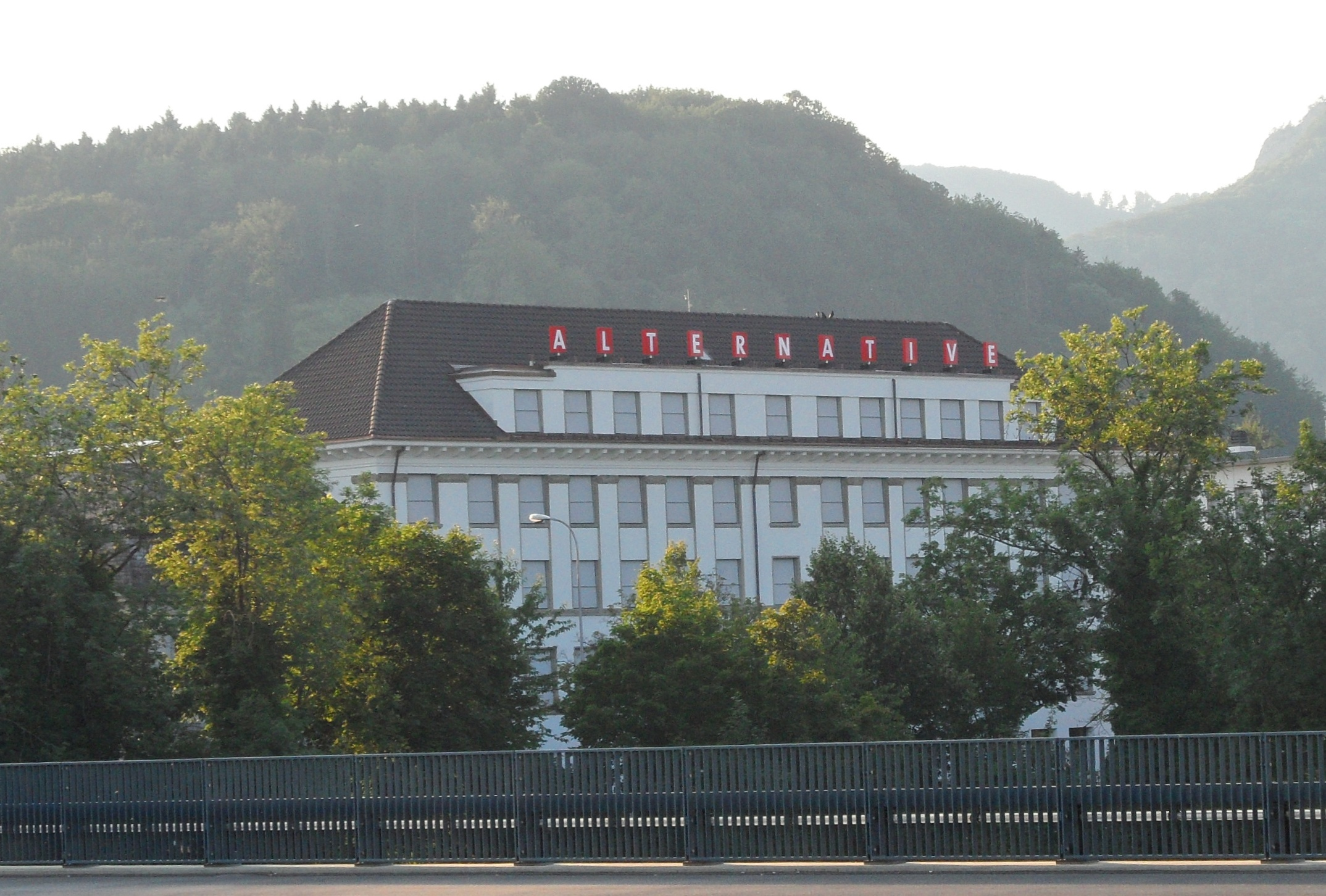
Ehemaliger Sitz des Walter Verlags, jetzt Alternative Bank Schweiz

1916 übernahm der Journalist und Schriftsteller Otto Walter das Zeitungs- und Druckereiunternehmen des „Katholischen Pressvereins“ von Olten. Anfänglich erstreckte sich die geschäftliche Tätigkeit der Oltner Druckerei und Verlagsanstalt Otto Walter noch vornehmlich auf den Akzidenzdruck; daneben verlegte Walter kleine Broschüren politischen und weltanschaulichen Inhalts wie Rom oder Wittenberg? von Robert Mäder, Ihre Segnungen von Ferdinand Rüegg (antiprotestantische Streitschriften) oder Fort mit dem Staatsabsolutismus. Walter gab auch das „Organ der katholischen Jungschweiz“ Die Schildwache heraus, ein Wochenblatt, das er bereits seit 1912 redigierte.
Da Otto Walter ein größeres Verlagsunternehmen anstrebte, wandelte er sein Unternehmen 1921 in eine Aktiengesellschaft um. Die ersten Jahre der AG waren vom Aufbau des Zeitschriftenverlags geprägt, der unter anderem die katholischen illustrierten Zeitschriften Sonntag und Woche im Bild verlegte. Nachdem der Buchverlag in den ersten Jahren vor allem Kalender publizierte, gewann das Verlagsprogramm ab 1925 zunehmend an Breite, sowohl im Bereich des Sachbuchs als auch in der Schönen Literatur. Seit 1924 besaß der Verlag eine Zweigniederlassung in Konstanz, die 1937 nach Freiburg im Breisgau verlegt wurde. Zu den Autoren, die noch zu Otto Walters Lebzeiten verlegt wurden, gehörten der populäre Jugendbuchautor Franz Heinrich Achermann, Carl Robert Enzmann, Heinrich Herm und Gonzague de Reynold.
1940 schied Otto Walter aus gesundheitlichen Gründen aus dem Verwaltungsrat aus und trat als Direktor zurück. Mit dem Urs Graf Verlag wurde im selben Jahr eine Tochtergesellschaft gegründet, die sich auf Kunstbücher spezialisieren sollte. Otto Walter starb 1944 an den Folgen eines Unfalls.

## Nachkriegszeit
Das Verlagsprogramm bewegte sich auch nach dem Tod des Gründers weitgehend im katholisch-konservativen Rahmen, wurde aber stetig breiter. Zu den Veröffentlichungen bis 1956 gehörten beispielsweise Neuauflagen der Kräuterbücher von „Kräuterpfarrer“ Johann Künzle, aber auch Romane von Louis de Wohl, zahlreiche Werke von Friedrich Dessauer oder Musikerbiografien in einer „Musikerreihe“.

## Wandel unter Otto F. Walter

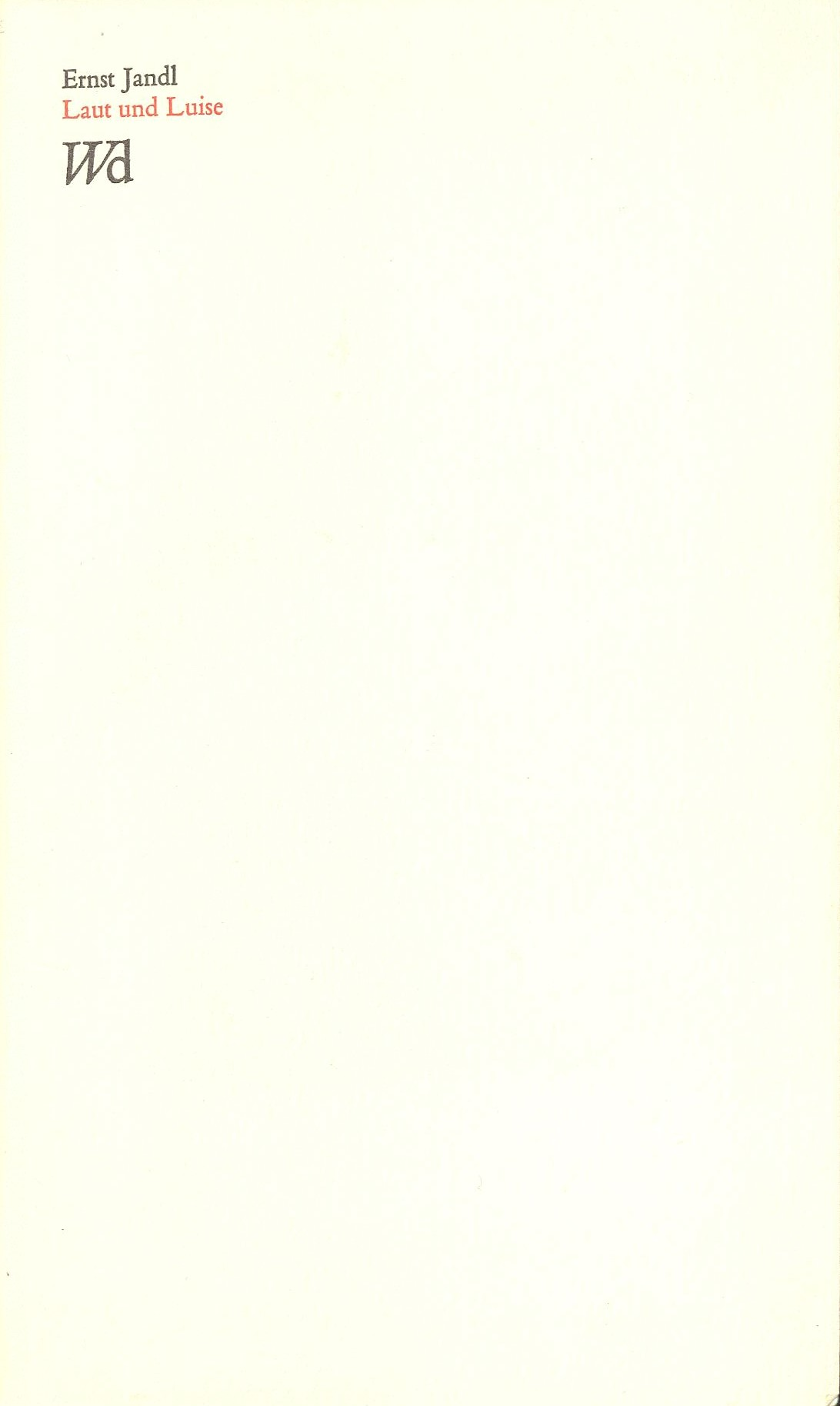
Ernst Jandl, Laut und Luise. Einband der Erstausgabe in der Reihe „Walter-Drucke“, 1966.

Seit 1956 wurde das literarische Programm des Walter Verlags vom Schriftsteller Otto F. Walter, dem jüngsten Kind Otto Walters, geleitet. Unter seiner Führung setzte ein Wandel des Programms hin zur damaligen literarischen Avantgarde mit Autoren wie Alfred Andersch, Peter Bichsel, Alfred Döblin, Helmut Heißenbüttel, Alexander Kluge, Kurt Marti, Jörg Steiner  und Ernst Jandl ein, wodurch der Walter Verlag für einige Jahre als wichtiger Literaturverlag galt. Ab 1966 erschien auch eine Gesamtausgabe der Werke von Edgar Allan Poe in Neuübersetzungen u. a. von Arno Schmidt und Hans Wollschläger.
Die immer noch stark katholisch orientierten Aktionäre und mitverantwortlichen Verleger des Walter Verlags waren mit Otto F. Walters Gestaltung des literarischen Programms unzufrieden, ließen ihn jedoch einige Jahre gewähren. Erst die Veröffentlichung von Ernst Jandls Laut und Luise 1966 wollten sie nicht mehr tolerieren; sie sahen in Jandls Variation des ersten Genesis-Verses „Im Anfang war das Wort“ eine „untragbare Verhunzung“ und Otto F. Walter wurde Ende 1966 fristlos entlassen.

## Die letzten Jahrzehnte
Seit den 1960er Jahren erschien im Walter Verlag die Gesamtausgabe der Werke von Carl Gustav Jung. In den folgenden Jahren und Jahrzehnten nahm die Bedeutung der (jungianischen) Psychologie im Verlagsprogramm u. a. mit den sehr erfolgreichen Werken von Verena Kast und Eugen Drewermann stetig zu. Aber auch verlegerische Wagnisse ging man ein, etwa als man „eines der eigenwilligsten psychoanalytischen Bücher, die sich mit religiösen Phänomenen befassen“, Wilhelm Reichs Christusmord, herausbrachte. Das literarische Programm wurde eingeschränkt fortgeführt, so mit der Döblin-Ausgabe. Ein weiteres Standbein bildete eine Reiseführer-Reihe.
In den frühen 1990er-Jahren geriet der Verlag in finanzielle Schwierigkeiten und wurde 1992 vom damaligen Patmos Verlag in Düsseldorf übernommen. Der Schweizer Sitz des Verlages wurde zuerst nach Solothurn, dann nach Zürich verlegt. Zudem wurde die Produktpalette aufgeteilt: Die Zeitschrift Sonntag wurde 1994 durch die CAT Medien AG im schweizerischen Baden übernommen. Die Bücher des Patmos Verlagshauses erschienen schließlich nur noch in Düsseldorf. Als Teil von Patmos konzentrierte sich das Walter-Programm weitestgehend auf Psychologie und Lebenshilfe beziehungsweise Ratgeber-Literatur. Die Sachbücher erschienen seit 2007 auch unter der Marke Patmos, womit die Existenz des Walter Verlags auch als Label vorübergehend faktisch beendet war.
Ende 2009 trennte Patmos die Sachgebiete Psychologie und Religion. Das Label Walter Verlag mit dem Schwerpunkt Psychologie wurde reaktiviert. Das Programm Herbst 2010 von Walter enthält die fünf Bereiche „Memoir“, „Eltern & Kind“, „Besser leben“, „Lebenshilfe“ und „Partnerschaft“. Seit 2011 wurde kein Buch mehr unter dem Label Walter Verlag publiziert. Das Verlagsarchiv des Otto Walter Verlags für die Jahre 1950 bis 1980 (ungefähr) befindet sich im Schweizerischen Literaturarchiv.